# Sukkertoppen (Rio de Janeiro)
 For alternative betydninger, se Sukkertoppen (flertydig). (Se også artikler, som begynder med Sukkertoppen)
Sukkertoppen (portugisisk: Pão de Acúcar) er et forbjerg af granit ved indsejlingen til Rio de Janeiro. Det har en højde på 396 moh.